# Pinilla de Molina
Pinilla de Molina è un comune spagnolo di 17 abitanti situato nella comunità autonoma di Castiglia-La Mancia.